# Ilnacorella insignis
Ilnacorella insignis är en insektsart som först beskrevs av Van Duzee 1916.  Ilnacorella insignis ingår i släktet Ilnacorella och familjen ängsskinnbaggar. Inga underarter finns listade i Catalogue of Life.